# Liste der Tragschrauber
Die folgende Liste der Tragschrauber umfasst einen Ausschnitt der Tragschrauber der Welt.
Für Hubschrauber siehe Liste der Hubschraubertypen, für Starrflügelflugzeuge siehe Liste von Flugzeugtypen.

## Namenskonventionen
Die Tragschrauber sind sortiert nach Hersteller, Typen und Versionen (Militär-Tragschrauber werden kursiv dargestellt). Siehe auch die Liste der Hubschraubertypen oder die Liste von Flugzeugtypen
Bitte die Namenskonventionen beachten.

## Erster Tragschrauber der Welt
- Cierva C.4

## AeroCopter
- AeroCopter Futura

## Air Command International
- Air Command Tandem EJ22
- Air Command Tandem 912

## Air & Space
- Air & Space Model 18-A
- Air & Space Avian 2-180
- Air & Space Twin Star

## American Autogyro
- Sparrow Hawk

## AutoGyro
- MT03
- MTOsport
- Calidus
- Cavalon

## Avian Aircraft
- Avian 2/180 Gyroplane

## Aviation Artur Trendak
- Trendak Aviation ZEN-1
- Trendak Aviation ZEN XL
- Trendak Aviation Tercel
- Trendak Aviation Twistair
- Trendak Aviation Taurus
- Trendak Aviation Taifun

## A.V. Roe
- Avro 574 (Cierva C.6)
- Avro 575 (Cierva C.6)
- Avro 576 (Cierva C.9)
- Avro 620 (Cierva C.19)
- Avro 671 (Cierva C.30)

## Bandit
- Bandit Gyro

## Bannick Copter
- Bannick Model T Copter

## Bensen Aircraft
- Bensen B-7
- Bensen B-8 Gyro-Glider (später auch als Bensen X-25 in der Erprobung)
- Bensen B-11M Kopter Kart (6 Kart Motoren!)

## Barnett
- Barnett BRC-540
- Barnett J4B

## Brock
- Brock KB-2

## Butterfly, Inc.
- Butterfly Monarch
- Butterfly Butterfly

## Campbell Aircraft
- Campbell-Bensen B-8S Gyro-Copter

## Carter Aviation Technologies
- Cartercopter

## Celier Aviation
- Xenon Gyroplane
- Xenon II Gyrocopter
- Xenon EC Gyrocopter
- Xenon ECT Turbo Gyrocopter
- Kiss Gyrocopter

## Cierva Autogiro
- Cierva C.1 (ursprünglich Autogiro No.1)
- Cierva C.2 (Autogiro No.2)
- Cierva C.3 (Autogiro No.3)
- Cierva C.4 (Autogiro No.4)
- Cierva C.6 (Avro 574, 575)
- Cierva C.7 (auch Loring C.VII)
- Cierva C.8 (Avro 575, 586, 587, 611, 617)
- Cierva C.9 (Avro 576)
- Cierva C.10 (auch Parnall-Cierva C.10)
- Cierva C.11 (auch Parnall-Cierva C.11 oder Parnall Gyroplane)
- Cierva C.12 (auch Loring C.XII)
- Cierva C.19 (Avro 620)
- Cierva C.30 (Avro 671)
- Cierva C.40

## ELA Aviacion
- ELA Gyrocopter 07s (Cougar)
- ELA 08

## Fairey
- Fairey Rotodyne
- Fairey Gyrodyne

## FD-Composites
- FD-Composites ArrowCopter

## Focke-Achgelis
- Focke-Achgelis Fa 330 Bachstelze

## Focke-Wulf
- Focke-Wulf C.20 (Cierva_C.19#Lizenzbau_Focke-Wulf)
- Focke-Wulf Fw 30 Heuschrecke (Cierva C.30)

## Fraundorfer Aeronautics
- Fraundorfer Tensor 600X

## GyroTec
- GyroTec DF02

## Helicop-Air
- Girhel

## Jovair
- Jovair J-2

## KamanAircraft Corporation
- KSA-100

## Kamow/ Skrschinski
- KASKR

## Kayaba
- Ka-1

## Kellett Autogiro Corporation
- Kellett K-1X
- Kellett K-2
- Kellett K-3
- Kellett K-4
- Kellett KD-1
- Kellett XR-8
- Kellett XR-10

## Lioré & Olivier
- Lioré & Olivier C.21
- Lioré & Olivier LeO C.301 (Cierva C.30)

## Magni Autogyro
- Magni M14
- Magni M16
- Magni M18
- Magni M22
- Magni M24

## Niki Rotor Aviation
- Niki 2004
- Niki 2004M
- Niki 2008
- Niki Apis
- Niki Lightning
- Niki Kallithea

## PAL-V Europe BV
- PAL-V

## Parsons
- Parsons Gyroplane

## Pitcairn Aircraft Company
- PAA-1
- PAA-2
- PCA-1
- PCA-2
- Buhl Autogiro
- PA-11
- PA-18
- PA-19
- PA-20
- PA-24
- PA-33
- PA-34
- AC-35
- PA-36
- PA-39

## Rabouyt
- Rabouyt D2

## Rigault-Deproux
- Rigault-Deproux RD-2

## Rotorcraft S.A.(Südafrika)
- Rotorcraft Minicopter

## Rotor Flight Dynamics
- Dominator Single
- Dominator Tandem

## Rotorhawk
- Rotorhawk Hawk
- Rotorhawk Falcon
- Rotorhawk Sparrow
- Rotorhawk Mosquito Hawk

## Rotortec
- Rotortec Cloud Dancer
- Rotortec Cloud Dancer II
- Rotortec Cloud Dancer Light

## Rotorvox
- Rotorvox C2A

## Rotary Air Force
- Rotary Air Force RAF2000

## Sky Hook
- Sky Hook

## Tensor AG
- Tensor 600X

## Thruxton Aviation
- Thruxton E.S.102 Gadfly

## Tractor Ultralight
- Tractor Pitbull

## Trixy Aviation
- Trixy G4-2
- Trixy Zero
- Trixy Trixsea
- Trixy T-Rex

## Umbaugh Aircraft
- Umbaugh Model 18

## Ustinov
- Ustinov Adelle AG

## Vortech
- Vortech B-19
- Vortech B-20

## VFW
- VFW H-3

## Wallis Autogyros
- Wallis WA-116
- Wallis WA-117
- Wallis WA-118 Meteorite
- Wallis WA-119 Imp
- Wallis WA-120
- Wallis WA-121
- Vinten V-122/R-R Venom Mk II (zweisitziger Wallis Lizenzbau)

## ZAGI
- 2-EA
- A-4
- A-6
- A-7
- A-8
- A-14
- A-12
- A-13
- A-15